# Diocese de Carolina
A Diocese de Carolina (Dioecesis Carolinensis in Brasilia), é uma circunscrição eclesiástica da Igreja Católica Apostólica Romana, criada no dia 16 de outubro de 1979. E desde de 2017 estava sede vacante. No dia 19 de setembro de 2018, o Papa Francisco nomeou o novo bispo para a diocese, Monsenhor Francisco Lima Soares do clero da Diocese de Imperatriz.

## História
Aos 14 de janeiro de 1958, foi erigida a Prelazia de Carolina, desmembrada da então Prelazia de São José de Grajaú, tendo como primeiro prelado Dom Cesário Alexandre Minali, OFM Cap. Em 16 de outubro de 1979, a prelazia foi elevada a diocese, no bispado de Dom Marcelino Sérgio Bicego, OFM Cap.

## Administração
|                 | Nome                                             | Período    | Notas                          |
| Bispos          | Bispos                                           | Bispos     | Bispos                         |
| --------------- | ------------------------------------------------ | ---------- | ------------------------------ |
| 6º              | Francisco Lima Soares                            | 2018-atual |                                |
| 5º              | José Soares Filho, O.F.M.Cap.                    | 2003-2017  |                                |
| 4º              | Marcelino Correr, O.F.M.Cap.                     | 1990-2003  |                                |
| 3º              | Evangelista Alcimar Caldas Magalhães, O.F.M.Cap. | 1981-1990  | Nomeado Bispo de Alto Solimões |
| 2º              | Marcelino Sérgio Bicego, O.F.M.Cap.              | 1971-1980  |                                |
| 1º              | Cesário Alexandre Minali, O.F.M.Cap.             | 1958-1969  |                                |
| Bispo-coadjutor |                                                  |            |                                |
|                 | José Soares Filho, O.F.M.Cap.                    | 2003       |                                |